# Стипендиум
Стипе́ндиум (лат. stipendium, от stips — мелкая монета и pendere — платить) — у древних римлян собственно уплата военного жалованья, откуда возникли два других значения: военной службы (facere stipendia, emereri stipendium) и похода (semestria annua stipendia).
Так как военные издержки покрывались первоначально из особого подушного налога (tributum), то слово stipendium употреблялось также в значении tributum.

## История
В римском войске первоначально жалованья не было, каждому гражданину Древнего Рима приходилось заботиться самому даже о своём вооружении. Со времён правления Марка Фурия Камилла во время походов войско стало получать жалованье. На продовольствие римский солдат ежемесячно получал около 10½ гарнцев хлеба и некоторое количество соли (Саларий (Salarium)).
Регулярное вознаграждение римских солдат было введено в 406 или 404 году до н. э., в начале вейентской кампании: до того времени пехотинцы содержали себя на собственные средства. При этом под стипендиумом подразумевалась не определённая плата, а лишь стоимость содержания солдата во время похода. Уплата производилась или пополугодно, или раз в год, смотря по продолжительности срока службы; из оклада, причитавшегося солдату, вычиталась стоимость пищевого и обмундировочного довольствия. В III веке до н. э. легионеры получали по 2 обола или 3 1/3 асса, центурионы — по 4 обола, всадники — по денарию в день. Во II веке до Рождества Христова жалованье солдата было 120 денариев в год. Этот размер жалованья удержался до времён Цезаря, который удвоил его, до 225 денариев, которые уплачивались по третям. В императорское время легионер получал в день 16 ассов (денарий), преторианец — 2 денария. В общем в правление Тиберия годовой расход на содержание легионов и преторианской гвардии определялся в 186 840 000 сестерциев.

## Размеры стипендиума[5]

### Жалованье рядовых в эпохупринципата
| Категория военнослужащего         | Октавиан Август                   | Домициан                          | Септимий Север                    | Каракалла                         |
| Размер жалованья (денариев в год) | Размер жалованья (денариев в год) | Размер жалованья (денариев в год) | Размер жалованья (денариев в год) | Размер жалованья (денариев в год) |
| --------------------------------- | --------------------------------- | --------------------------------- | --------------------------------- | --------------------------------- |
| Легионер                          | 225                               | 300                               | 400                               | 600                               |
| Всадник легионной кавалерии       | 300                               | 400                               | 600                               | 900                               |
| Пехотинец вспомогательной когорты | 75                                | 100                               | 150                               | 225                               |
| Всадник смешанных когорт          | 110                               | 150                               | 200                               | 300                               |
| Всадник кавалерийской алы         | 150                               | 200                               | 300                               | 400                               |
| Преторианец                       | 750                               | 1000                              | 1500                              | 2250                              |
| Пехотинец городской когорты       | 375                               | 500                               | 750                               | 1125                              |
| Вигил                             | 150                               | 200                               | 300                               | 450                               |

### Жалованье принципалов и офицеров при Домициане
| Категория военнослужащего       | Количество в легионе / але / вспомогательной когорте | Размер жалования (денариев в год) |
| ------------------------------- | ---------------------------------------------------- | --------------------------------- |
| Принципалы в легионе            | 420                                                  | 450                               |
| Центурион II–X когорт           | 54                                                   | 5000                              |
| Центурион I когорты             | 5                                                    | 10 000                            |
| Примипил легиона                | 1                                                    | 25 000                            |
| Префект вспомогательной когорты | 1                                                    | 5000                              |
| Трибун в легионе                | 6                                                    | 10 000                            |
| Префект кавалерийской алы       | 1                                                    | 15 000                            |
| Легат легиона                   | 1                                                    | 50 000                            |